# Alpha Muscae
α Muscae ist der hellste Stern im Sternbild Fliege. Der Stern befindet sich in einer Entfernung von etwa 320 Lichtjahren. Er ist außerdem ein veränderlicher Beta-Cephei-Stern. Seine scheinbare Helligkeit schwankt dabei nur minimal zwischen 2,68 und 2,73 mag innerhalb eines Zeitraums von 2 Stunden.
Des Weiteren ist der Stern Mitglied der Scorpius-Centaurus-Assoziation, derjenigen Sternassoziation aus massereichen Sternen der Spektralklassen O und B, welche uns am nächsten ist.